# Typosyllis complanata
Typosyllis complanata är en ringmaskart som först beskrevs av Treadwell 1901.  Typosyllis complanata ingår i släktet Typosyllis och familjen Syllidae. Inga underarter finns listade i Catalogue of Life.